# 若葉 (スピッツの曲)
「若葉」（わかば）は、日本のロックバンド・スピッツの楽曲。2008年11月5日にユニバーサルミュージックより34枚目のシングルとして発売。レーベルはユニバーサルJ。

## 概要
前作から1年3か月ぶりのリリース。
ジャケットには、写真家のかくたみほの作品を使用している。

## 収録曲
1. 若葉
作詞・作曲：草野正宗　編曲：スピッツ&亀田誠治
映画『櫻の園-さくらのその-』主題歌。スピッツの映画主題歌としては「魔法のコトバ」以来となる書き下ろし曲である。
2008年の春頃に制作された曲であり、草野曰く、「『櫻の園』のエンディングに流れるなら、櫻が散ったあとは若葉だなっていうイメージ」で制作されたという[1]。
レコーディングは2008年の6月に行われた[2]。
楽曲にはマンドリンが使用されているが、制作当時に草野がトラヴィスを聴いており、アンディ・ダンロップが弾くバンジョーに影響を受け使用されたという[3]。原曲では三輪が担当しているが、ライブでは田村がベースと持ち替えて担当している。
ライブでは2009年年初の「さざなみOTRカスタム」以来演奏されていなかったが、2024年の夏のイベントで約15年ぶりに演奏された。
2. まもるさん
作詞・作曲：草野正宗　編曲：スピッツ&亀田誠治
タイトルは「守る人」から付けられており、大した意味はないと語っている[4]仮タイトルは「探してみるかな」[2]。
亀田と相談しながら、真面目さと遊びのさじ加減を楽しみながらアレンジを形にしていった曲だという[5]。
レコーディングは「若葉」と同じタイミングで2008年の6月に行われた[2]。

## 参加ミュージシャン
若葉
- 草野マサムネ - Vocals, Guitars
- 三輪テツヤ - Guitars, Mandolin
- 田村明浩 - Bass Guitar
- 﨑山龍男 - Drums
- 皆川真人 - Hammond B-3

まもるさん
- 草野マサムネ-Vocals, Guitars
- 三輪テツヤ-Guitars
- 田村明浩-Bass Guitar
- 﨑山龍男-Drums
- 皆川真人 - Synthesizer

## 収録アルバム
- とげまる（#1）
- CYCLE HIT 2006-2017 Spitz Complete Single Collection（#1）
- おるたな（#2）